# Горники-Виводинські
45°39′ пн. ш. 15°26′ сх. д. / 45.65° пн. ш. 15.43° сх. д.
Горники-Виводинські (хорв. Gorniki Vivodinski) — населений пункт у Хорватії, у Карловацькій жупанії у складі міста Озаль.

## Населення
Населення за даними перепису 2011 року становило 34 осіб.
Динаміка чисельності населення поселення: